# Grand Prix-wegrace van Frankrijk 1976
De Grand Prix-wegrace van Frankrijk 1976 was de eerste race van het wereldkampioenschap wegrace-seizoen 1976. De race werd verreden op 25 april 1976 op het Circuit Bugatti nabij Le Mans, Frankrijk.

## Algemeen

### Geluidseisen
De FIM stelde in 1976 geluidsnormen in, maar de invoering ervan verliep tamelijk chaotisch. Tijdens de eerste race in Frankrijk kregen de coureurs al meteen ontheffing om met ongedempte uitlaten te rijden. De regel was zó nieuw, dat de FIM zelf zei dat deze te laat was afgekondigd. Daardoor kon Giacomo Agostini een snelle trainingstijd rijden, maar iedereen begreep dat dat niet was gelukt met gedempte uitlaten op zijn MV Agusta 350 4C viertaktmotor.

### Kwalificaties
Elke keer als er op Paul Ricard werd gereden, waren er veel te veel rijders gecontracteerd, maar nu de Franse Grand Prix voor het eerst sinds 1970 weer op het Bugatti Circuit reed had de organiserende Automobile Club de l'Ouest hetzelfde gedaan. Door de drukte op de baan konden veel goede coureurs zich niet eens kwalificeren voor de races.

## 500 cc
In de 500cc-klasse trainde Barry Sheene (Suzuki) als snelste, maar de beste start was voor Yamaha-coureur Johnny Cecotto. Hij hield de eerste plaats 14 ronden lang vast. Sheene haalde hem in en ook Marco Lucchinelli (Suzuki) begon op Cecotto in te lopen. Die moest de laatste ronde door benzinegebrek rustig aan doen, waardoor hij slechts derde werd.

### Uitslag 500 cc
| Pos | Coureur            | Merk      | Tijd       | Punten    |
| --- | ------------------ | --------- | ---------- | --------- |
| 1   | Barry Sheene       | Suzuki    | 51' 45" 33 | 15        |
| 2   | Johnny Cecotto     | Yamaha    | +3" 84     | 12        |
| 3   | Marco Lucchinelli  | Suzuki    | +19" 29    | 10        |
| 4   | Teuvo Länsivuori   | Suzuki    | +49" 85    | 8         |
| 5   | Giacomo Agostini   | MV Agusta | +55" 65    | 6         |
| 6   | Víctor Palomo      | Yamaha    | +1' 27" 66 | 5         |
| 7   | Stu Avant          | Suzuki    | +1' 28" 24 | 4         |
| 8   | Dieter Braun       | Suzuki    | +1' 47" 88 | 3         |
| 9   | Karl Auer          | Yamaha    | +1 ronde   | 2         |
| 10  | Boet van Dulmen    | Yamaha    | +1 ronde   | 1         |
| 11  | Olivier Chevallier | Yamaha    | +1 ronde   |           |
| 12  | Steve Parrish      | Yamaha    | +1 ronde   |           |
| 13  | Chas Mortimer      | Yamaha    | +1 ronde   |           |
| 14  | Gilles Husson      | Yamaha    | +1 ronde   |           |
| 15  | Alex George        | Yamaha    | +1 ronde   |           |
| 16  | Edmar Ferreira     | Yamaha    | +1 ronde   |           |
| 17  | René Guili         | Suzuki    | +2 ronden  |           |
| 18  | Johnny Bengtsson   | Suzuki    | +2 ronden  |           |
| 19  | Helmut Kassner     | Suzuki    | +2 ronden  |           |
| 20  | Jules Nies         | Suzuki    | +3 ronden  |           |
| DNF | Philippe Coulon    | Suzuki    |            |           |
| DNF | Nico Cereghini     | Suzuki    |            |           |
| DNF | John Williams      | Suzuki    | val        |           |
| DNF | Eddy Roberts       | Yamaha    |            |           |
| DNF | Jean-Paul Boinet   | Suzuki    |            |           |
| DNF | Adu Celso Santos   | Yamaha    |            |           |
| DNF | Roberto Gallina    | Suzuki    |            |           |
| DNF | Phil Read          | Suzuki    |            |           |
| DNF | Thierry Tchernine  | Yamaha    |            |           |
| DNF | Pentti Korhonen    | Yamaha    |            |           |
| DNF | Jack Findlay       | Suzuki    |            |           |
| DNF | Christian Estrosi  | Suzuki    |            |           |
| DNF | Marcel Ankoné      | Suzuki    |            |           |
| DNF | Risto Makinen      | Yamaha    |            |           |
| DNF | Max Wiener         | Yamaha    |            |           |
| DNS | Michel Rougerie    | Suzuki    | vastloper  | vastloper |
| DNQ | Horst Lahfeld      | König     |            |           |
| DNQ | Lars Johansson     | Yamaha    |            |           |
| DNQ | Peter Sjöström     | Yamaha    |            |           |
| DNQ | Francis Hollebecq  | Suzuki    |            |           |
| DNQ | Hans-Otto Butenuth | Yamaha    |            |           |
| DNQ | Wolfgang Stropek   | Rotax     |            |           |
| DNQ | Hans Braumandl     | Yamaha    |            |           |
| DNQ | Harry Viiala       | Yamaha    |            |           |

## 350 cc
Giacomo Agostini liet in allerijl een 350cc-Yamaha uit Amsterdam komen, volgens sommigen omdat hij geen vertrouwen had in zijn MV Agusta 350 4C, maar mogelijk ook omdat er nogal wat verwarring was bij de geluidskeuring in Frankrijk. Het geluid werd wel gemeten, maar de uitslagen werden niet bekendgemaakt. Uiteindelijk kreeg iedereen ontheffing en kon ook Ago in de laatste training een snelle ronde met de MV Agusta rijden. Samen met Walter Villa (Harley-Davidson RR 350) had hij de snelste start. In de zesde ronde sloeg een steen een gat in de verdelerkap van de MV Agusta waardoor de race voor Agostini over was. Johnny Cecotto (Yamaha) schoof door naar de tweede plaats terwijl Takazumi Katayama (Yamaha) en Víctor Palomo (Yamaha) om de derde plaats vochten tot Palomo viel. Jean-François Baldé wist bij Katayama te komen en pakte uiteindelijk in zijn thuisrace de derde plaats nadat hij het gevecht met Katayama, Patrick Fernandez, Olivier Chevallier en Paolo Tordi gewonnen had. Het was een belangrijke overwinning voor de 350cc-Harley-Davidson, die in 1975 alleen had gediend als extra trainingsmachine voor de 250cc-klasse.

### Uitslag 350 cc
| Pos. | Coureur                | Merk            | Tijd       | Punten |
| ---- | ---------------------- | --------------- | ---------- | ------ |
| 1    | Walter Villa           | Harley-Davidson | 52' 45" 01 | 15     |
| 2    | Johnny Cecotto         | Yamaha          | +17" 91    | 12     |
| 3    | Jean-François Baldé    | Yamaha          | +30" 07    | 10     |
| 4    | Takazumi Katayama      | Yamaha          | +37" 05    | 8      |
| 5    | Olivier Chevallier     | Yamaha          | +42" 33    | 6      |
| 6    | Paolo Tordi            | Yamaha          | +44" 73    | 5      |
| 7    | Patrick Fernandez      | Yamaha          | +57" 12    | 4      |
| 8    | Pentti Korhonen        | Yamaha          | +1' 04" 88 | 3      |
| 9    | Tom Herron             | Yamaha          | +1' 09" 72 | 2      |
| 10   | John Dodds             | Yamaha          | +1' 16" 94 | 1      |
| 11   | Pekka Nurmi            | Yamaha          | +1' 40" 94 |        |
| 12   | Alain Vial             | Yamaha          | +1' 42" 52 |        |
| 13   | Claude Ben El Hadj     | Yamaha          | +1' 56" 00 |        |
| 14   | Jean-Louis Olivier     | Yamaha          | +1 ronde   |        |
| 15   | Christian Bourgeois    | Yamaha          | +1 ronde   |        |
| 16   | Hervé Moineau          | Yamaha          | +1 ronde   |        |
| 17   | John Weeden            | Yamaha          | +1 ronde   |        |
| 18   | Alan North             | Yamaha          | +5 ronden  |        |
| 19   | Steve Parrish          | Yamaha          | +5 ronden  |        |
| 20   | Franz Kunz             | Yamaha          | +6 ronden  |        |
| 21   | Philippe Coulon        | Yamaha          | +7 ronden  |        |
| DNF  | Boet van Dulmen        | Yamaha          |            |        |
| DNF  | Giacomo Agostini       | MV Agusta       | verdeler   |        |
| DNF  | Dieter Braun           | Morbidelli      |            |        |
| DNF  | Víctor Palomo          | Yamaha          | val        |        |
| DNF  | Christian Estrosi      | Yamaha          |            |        |
| DNF  | Philippe Bouzanne      | Yamaha          | val        |        |
| DNF  | Christian Huguet       | Yamaha          |            |        |
| DNF  | Patrick Pons           | Yamaha          |            |        |
| DNF  | Marco Lucchinelli      | Yamaha          |            |        |
| DNF  | Leif Gustafsson        | Yamaha          |            |        |
| DNF  | Hans Stadelmann        | Yamaha          |            |        |
| DNF  | Gérard Choukroun       | Yamaha          |            |        |
| DNF  | Bruno Kneubühler       | Yamaha          |            |        |
| DNF  | Karl Auer              | Yamaha          |            |        |
| DNQ  | Tapio Virtanen         | MZ              |            |        |
| DNQ  | Bernard Fau            | Yamaha          |            |        |
| DNQ  | Jack Findlay           | Yamaha          |            |        |
| DNQ  | Jean-Louis Guignabodet | Yamaha          |            |        |
| DNQ  | Alex George            | Yamaha          |            |        |
| DNQ  | Markku Matikainen      | Yamaha          |            |        |
| DNQ  | Gianfranco Bonera      | Harley-Davidson |            |        |
| DNQ  | Vic Soussan            | Yamaha          |            |        |
| DNQ  | Victor Hyvärinen       | Yamaha          |            |        |
| DNQ  | Marcel Ankoné          | Yamaha          |            |        |
| DNQ  | Adu Celso Santos       | Yamaha          |            |        |
| DNQ  | Jean-Philippe Orban    | Yamaha          |            |        |
| DNQ  | Jon Ekerold            | Yamaha          |            |        |
| DNQ  | Helmut Kassner         | Yamaha          |            |        |
| DNQ  | Max Wiener             | Yamaha          |            |        |
| DNQ  | Bo Granath             | Yamaha          |            |        |
| DNS  | Kork Ballington        | Yamaha          |            |        |

## 250 cc
In de 250cc-klasse mochten van de 80 inschrijvers er slechts 36 starten, maar opmerkelijk genoeg wisten grote namen als Takazumi Katayama, Jon Ekerold, Bruno Kneubühler en Harald Bartol zich niet te kwalificeren. Bij de start ontstond commotie omdat een aantal coureurs niet konden geloven dat debutant Pat Evans de tweede kwalificatietijd kon hebben gereden. Eric Offenstadt en Bernard Fau, de eerste twee reserverijders, wilden Evans laten diskwalificeren op verdenking van het gebruik van een 350cc-motor. Daar waren geen bewijzen voor en Evans kon gewoon starten. Na de eerste ronde kwamen Paolo Pileri (Morbidelli), Raymond Roche (Yamaha), Pier Paolo Bianchi (Morbidelli) en Walter Villa (Harley-Davidson) in deze volgorde door. Na de derde ronde ging Villa duidelijk voorop en hij gaf de leiding niet meer uit handen, zelfs niet toen hij in de 20e ronde een schuivertje maakte. De Morbidelli's vielen allebei uit en toen Roche gevallen was wist Gianfranco Bonera met zijn Harley-Davidson de tweede plaats te grijpen. Pentti Korhonen (Yamaha) werd derde.

### Uitslag 250 cc
| Pos. | Coureur                | Merk            | Tijd       | Punten |
| ---- | ---------------------- | --------------- | ---------- | ------ |
| 1    | Walter Villa           | Harley-Davidson | 54' 41" 62 | 15     |
| 2    | Gianfranco Bonera      | Harley-Davidson | +42" 14    | 12     |
| 3    | Pentti Korhonen        | Yamaha          | +48" 71    | 10     |
| 4    | Olivier Chevallier     | Yamaha          | +49" 92    | 8      |
| 5    | Gérard Choukroun       | Yamaha          | +1' 03" 05 | 6      |
| 6    | Pekka Nurmi            | Yamaha          | +1' 08" 01 | 5      |
| 7    | Patrick Pons           | Yamaha          | +1' 08" 18 | 4      |
| 8    | Philippe Bouzanne      | Yamaha          | +1' 09" 42 | 3      |
| 9    | Jean-Claude Hogrel     | Yamaha          | +1' 09" 57 | 2      |
| 10   | Patrick Fernandez      | Yamaha          | +1' 11" 52 | 1      |
| 11   | John Dodds             | Yamaha          | +1' 24" 28 |        |
| 12   | Chas Mortimer          | Maxton-Yamaha   | +1' 29" 55 |        |
| 13   | Denis Boulom           | Yamaha          | +1' 29" 80 |        |
| 14   | Paolo Tordi            | Yamaha          | +1' 35" 87 |        |
| 15   | Jaime Samaranch        | Yamaha          | +1' 36" 17 |        |
| 16   | Gilbert Lavelle        | Yamaha          | +1' 36" 84 |        |
| 17   | Christian Huguet       | Yamaha          | +1' 45" 48 |        |
| 18   | Christian Sarron       | Yamaha          | +1 ronde   |        |
| 19   | Thierry Noblesse       | Yamaha          | +1 ronde   |        |
| 20   | Leif Gustafsson        | Yamaha          | +2 ronden  |        |
| 21   | Tom Herron             | Yamaha          | +5 ronden  |        |
| 22   | Hervé Moineau          | Yamaha          | +7 ronden  |        |
| DNF  | Tapio Virtanen         | MZ              |            |        |
| DNF  | Pier Paolo Bianchi     | Morbidelli      |            |        |
| DNF  | Paolo Pileri           | Morbidelli      |            |        |
| DNF  | Pat Evans              | Yamaha          |            |        |
| DNF  | Raymond Roche          | Yamaha          | val        |        |
| DNF  | Otello Buscherini      | Yamaha          |            |        |
| DNF  | Jean-François Baldé    | Yamaha          |            |        |
| DNF  | Kork Ballington        | Yamaha          |            |        |
| DNF  | Alan North             | Yamaha          |            |        |
| DNF  | Michel Rougerie        | Yamaha          | val        |        |
| DNF  | Thierry Tchernine      | Yamaha          |            |        |
| DNQ  | Eric Offenstadt        | Yamaha          |            |        |
| DNQ  | Bernard Fau            | Yamaha          |            |        |
| DNQ  | Leo Bovee              | Yamaha          |            |        |
| DNQ  | Jean-Louis Guignabodet | Yamaha          |            |        |
| DNQ  | Takazumi Katayama      | Yamaha          |            |        |
| DNQ  | Vic Soussan            | Yamaha          |            |        |
| DNQ  | Harald Bartol          | Yamaha          |            |        |
| DNQ  | Jon Ekerold            | Yamaha          |            |        |
| DNQ  | Matti Salonen          | Yamaha          |            |        |
| DNQ  | Eric Saul              | Yamaha          |            |        |
| DNQ  | Bo Granath             | Yamaha          |            |        |
| DNQ  | Hans Stadelmann        | Yamaha          |            |        |
| DNQ  | Hans Müller            | Yamaha          |            |        |
| DNQ  | Felice Agostini        | Yamaha          |            |        |
| DNQ  | Bruno Kneubühler       | Yamaha          |            |        |
| DNQ  | Henk van Kessel        | Yamaha          |            |        |

## 50 cc
In de 50cc-openings-Grand Prix in Frankrijk trainde Ángel Nieto met de Bultaco twee seconden sneller dan de rest van het veld, maar in de openingsronde moest hij de vallende Claudio Lusuardi ontwijken en daarbij viel hij zelf ook. Thuisrijder Pierre Audry kwam met zijn ABF als eerste door na de eerste ronde. Stefan Dörflinger, Cees van Dongen, Julien van Zeebroeck en Nico Polane vochten om de tweede plaats, maar Herbert Rittberger (Kreidler) reed al snel naar de leiding. De Nederlanders vielen uit met lege accu's. Rudolf Kunz werkte zich na een slechte start naar de tweede plaats en finishte slechts enkele centimeters achter Rittberger. Dörflinger werd vóór Audry derde.

### Uitslag 50 cc
| Pos. | Coureur              | Merk           | Tijd       | Punten |
| ---- | -------------------- | -------------- | ---------- | ------ |
| 1    | Herbert Rittberger   | Kreidler       | 34' 04" 21 | 15     |
| 2    | Rudolf Kunz          | Kreidler       | +0" 19     | 12     |
| 3    | Stefan Dörflinger    | Kreidler       | +3" 57     | 10     |
| 4    | Pierre Audry         | ABF            | +4" 88     | 8      |
| 5    | Aldo Pero            | Kreidler       | +1' 07" 39 | 6      |
| 6    | Theo Timmer          | Jamathi        | +1' 17" 45 | 5      |
| 7    | Yves Le Toumelin     | Scrab          | +1' 21" 14 | 4      |
| 8    | Eugenio Lazzarini    | UFO-Morbidelli | +1' 22" 42 | 3      |
| 9    | Benjamin Laurent     | 3B-Kreidler    | +1' 52" 42 | 2      |
| 10   | Ulrich Graf          | Kreidler       | +1' 54" 27 | 1      |
| 11   | Jacques Hutteau      | Scrab          | +2' 07" 53 |        |
| 12   | Raymond Duriez       | Kreidler       | +2' 13" 68 |        |
| 13   | Joop Zwetsloot       | Kreidler       | +1 ronde   |        |
| 14   | Joaquín Galí         | Derbi          | +1 ronde   |        |
| 15   | Günter Schirnhofer   | Kreidler       | +1 ronde   |        |
| 16   | Guido de Lys         | Kreidler       | +2 ronden  |        |
| 17   | Pierre Harlay        | Kreidler       | +2 ronden  |        |
| 18   | Cees van Dongen      | Kreidler       | +3 ronden  | accu   |
| 19   | Patrick de Wulf      | Kreidler       | +3 ronden  |        |
| DNF  | Ángel Nieto          | Bultaco        | val        |        |
| DNF  | Claudio Lusuardi     | Villa          | val        |        |
| DNF  | Nico Polane          | Kreidler       |            | accu   |
| DNF  | Julien van Zeebroeck | Kreidler       | val        |        |
| DNF  | Gerrit Strikker      | Kreidler       |            |        |
| DNF  | Ingo Emmerich        | Kreidler       |            |        |
| DNF  | Rolf Blatter         | Kreidler       |            |        |
| DNQ  | Patrick Plisson      | Morbidelli     |            |        |
| DNQ  | Hans-Jürgen Hummel   | Kreidler       |            |        |
| DNQ  | Wolfgang Golembeck   | Kreidler       |            |        |

## Zijspanklasse
Na een jaar afwezigheid verscheen Klaus Enders weer aan de start in de Grand Prix van Frankrijk, maar hij werd met zijn Heukeroth-Yamaha uitgeschakeld door een gebroken vooras terwijl hij om de derde plaats vocht. Werner Schwärzel/Andreas Huber namen met hun König de leiding na de start maar werden al snel gepasseerd door Rolf Biland/Ken Williams met hun Seymaz-Yamaha, aangedreven door een tot 500 cc teruggebrachte Yamaha TZ 700. Schwärzel viel uit door een gebroken ketting en de Fransen Alain Michel/Bernard Garcia werden met hun GEP-Yamaha tweede, voor Helmut Schilling/Rainer Gundel met hun Schmid-Fath.

### Uitslag zijspanklasse
| Pos | Coureur               | Bakkenist        | Merk             | Tijd       | Punten |
| --- | --------------------- | ---------------- | ---------------- | ---------- | ------ |
| 1   | Rolf Biland           | Kenneth Williams | Seymaz-Yamaha    | 47' 53" 53 | 15     |
| 2   | Alain Michel          | Bernard Garcia   | GEP-Yamaha       | +2' 04" 13 | 12     |
| 3   | Helmut Schilling      | Rainer Gundel    | Schmid-Fath      | +1 ronde   | 10     |
| 4   | Bruno Holzer          | Karl Meierhans   | LCR-Yamaha       | +1 ronde   | 8      |
| 5   | Amedeo Zini           | Andrea Fornaro   | König            | +1 ronde   | 6      |
| 6   | Hanspeter Hubacher    | Kurt Huber       | Yamaha           | +1 ronde   | 5      |
| 7   | Ted Janssen           | Erich Schmitz    | Yamaha           | +1 ronde   | 4      |
| 8   | Siegfried Schauzu     | Clifton Lorentz  | Schmid-Fath      | +2 ronden  | 3      |
| 9   | Dick Greasley         | Cliff Holland    | Windle-Yamaha    | +2 ronden  | 2      |
| 10  | Heinz Luthringshauser | Lorenzo Puzo     | Busch-BMW        | +2 ronden  | 1      |
| 11  | Werner Schwärzel      | Andreas Huber    | König            | +3 ronden  |        |
| 12  | Yves Trolliet         | Pierre Muller    | König            | +3 ronden  |        |
| DNF | Klaus Enders          | Wolfgang Kalauch | Heukeroth-Yamaha | vooras     |        |

1920 · 1921 · 1922 · 1923 · 1924 · 1925 · 1926 · 1927 · 1928 · 1929 · 1930 · 1931 · 1932 · 1933 · 1935 · 1936 · 1937 · 1938 · 1939 · 1949 · 1951 ·  1953 · 1954 · 1955 · 1958 · 1959 · 1960 · 1961 · 1962 · 1963 · 1964 · 1965 · 1966 · 1967 · 1969 · 1970 · 1972 · 1973 · 1974 · 1975 · 1976 · 1977 · 1978 · 1979 · 1980 · 1981 · 1982 · 1983 · 1984 · 1985 · 1986 · 1987 · 1988 · 1989 · 1990 · 1991 · 1992 · 1994 · 1995 · 1996 · 1997 · 1998 · 1999 · 2000 · 2001 · 2002 · 2003 · 2004 · 2005 · 2006 · 2007 · 2008 · 2009 · 2010 · 2011 · 2012 · 2013 · 2014 · 2015 · 2016 · 2017 · 2018 · 2019 · 2020 · 2021 · 2022 · 2023 · 2024 · 2025